# Jipijapa (kanton)
Jipijapa – kanton w prowincji Manabí, w Ekwadorze. Stolicą kantonu jest Jipijapa.